# Diocese de Kuzhithurai
A Diocese de Kuzhithurai (Latim:Dioecesis Kuzhithuraiensis) é uma diocese localizada no município de Kuzhithurai, no estado de Tâmil Nadu, pertencente a Arquidiocese de Madurai na Índia. Foi fundada em 22 de dezembro de 2014 pelo Papa Francisco. Com uma população católica de 248.993 habitantes, sendo 32,0% da população total, possui 106 paróquias com dados de 2020.

## História
Em 22 de dezembro de 2014 o Papa Francisco cria a Diocese de Kuzhithurai através do território da Diocese de Kottar.

## Lista de bispos
A seguir uma lista de bispos desde a criação da diocese em 2014.
|                          | Nome                            | Período      | Notas         |
| Bispos                   | Bispos                          | Bispos       | Bispos        |
| ------------------------ | ------------------------------- | ------------ | ------------- |
| 2º                       | Albert George Alexander Anastas | 2024 -       | Atual         |
| 1º                       | Jerome Dhas Varuvel, S.D.B.     | 2014 - 2020  | Bispo emérito |
| Administrador apostólico |                                 |              |               |
|                          | Antony Pappusamy                | 2020 - atual |               |